# Encuentro Internacional de Marcha 2011
Encuentro Internacional de Marcha 2011 – zawody lekkoatletyczne w chodzie sportowym, które odbyły się 5 marca w Chihuahua w Meksyku.

## Rezultaty

### Mężczyźni
| Konkurencja:             | 1. miejsce               | Rezultat | 2. miejsce       | Rezultat | 3. miejsce      | Rezultat |
| Chód na 10 km (juniorzy) | Christian de Jesús Gómez | 42:49    | Jesús Tadeo Vega | 42:52    | Usiel Sánchez   | 42:52    |
| Chód na 20 km            | Eder Sánchez             | 1:22:15  | Luis F. López    | 1:22:17  | David Mejía     | 1:22:36  |
| Chód na 50 km            | José Leyver              | 3:52:33  | Horacio Nava     | 3:54:38  | Edgar Hernández | 3:55:49  |

### Kobiety
| Konkurencja:             | 1. miejsce       | Rezultat | 2. miejsce     | Rezultat | 3. miejsce       | Rezultat |
| Chód na 10 km (juniorki) | Yaneli Caballero | 47:38    | Sandra Nevárez | 49:14    | María Iraís Mena | 50:01    |
| Chód na 20 km            | Inés Henriques   | 1:34:10  | Vera Santos    | 1:35:17  | Susana Feitor    | 1:35:24  |